# Паризький мирний договір з Італією (1947)

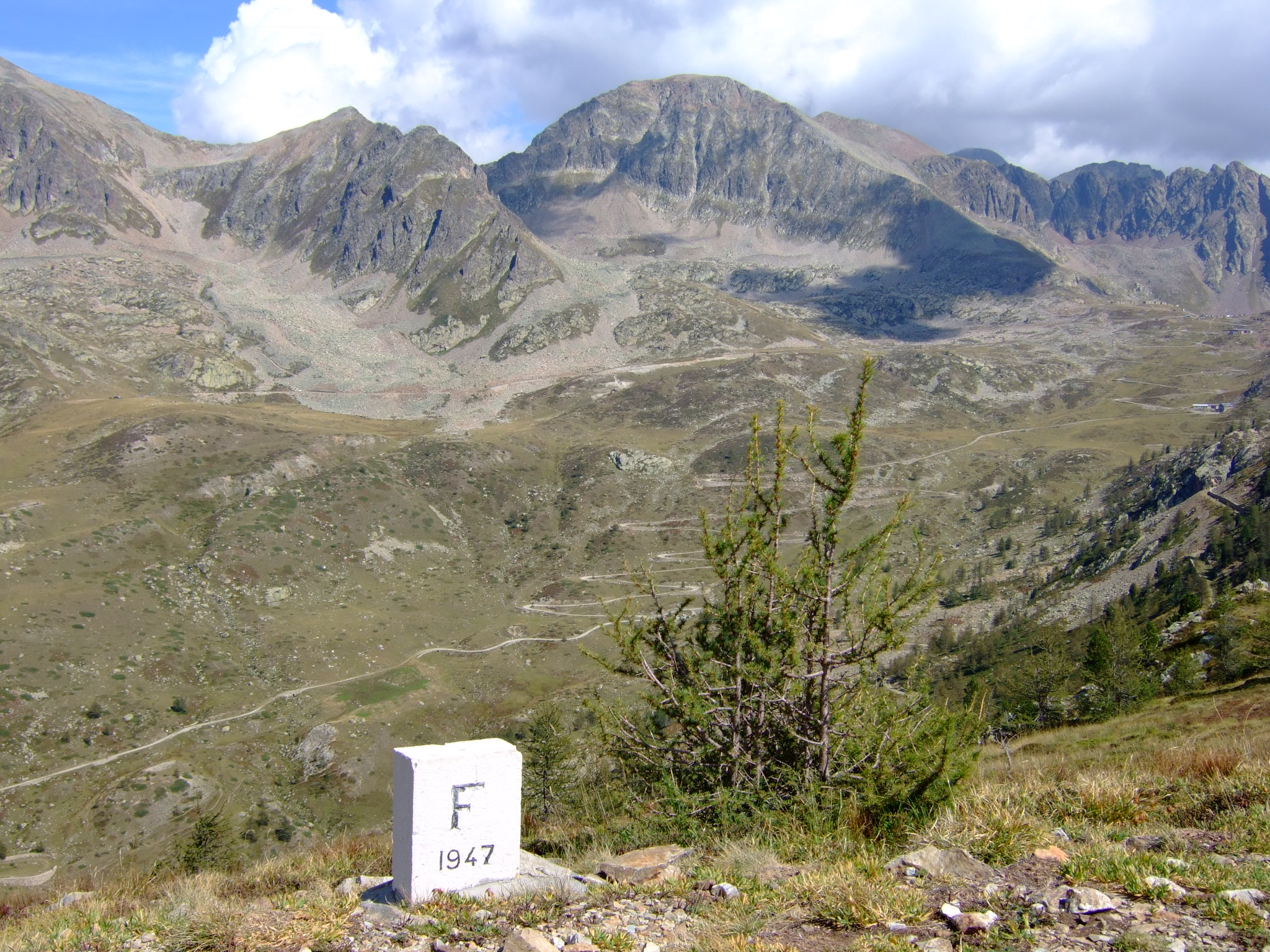
Прикордонний стовп, установлений в 1947, що розмічує французько-італійський кордон у районі Коль-де-ла-Ломбарде

Мирний договір з Італією — один із мирних договорів, підписаних у Парижі 10 лютого 1947 між Італійською Республікою і союзниками у Другій світовій війні на знак офіційного завершення військових дій. Набув чинності 15 вересня 1947.
Положення договору:
- передача адріатичних островів Крес, Лошинь, Ластово і Палагружа; Істрії на південь від річки Мирна; анклаву Задар у Далмації, Рієки та більшої частини Словенського Примор'я Федеративній Народній Республіці Югославія;
- передача островів Додеканес Грецькому королівству;
- передача Франції містечок Танд і Ла-Бриг; незначний перегляд італійсько-французького кордону;
- Визнання незалежності Народної Республіки Албанія і передача їй острова Сазані;
- Визнання незалежності Ефіопії;
- Відмова від претензій на колонії (включаючи Лівію, Еритрею та Сомалі);
- Скасування сприятливих торговельних договорів із Республікою Китай (включаючи концесію в Тяньцзіні, що належала Королівству Італія з 7 вересня 1901).

Трієст і прилеглі райони були об'єднані в нову незалежну державу — Вільна територія Трієст. У 1954 вона припинила існування, оскільки Трієст і прилеглі території були розділені між Югославією та Італією. Сам Трієст став частиною Італії. Розділ було завершено у 1977 Озимським договором.
24 грудня 1951 Лівія проголосила незалежність (Об'єднане Лівійське королівство).
Після плебісциту ООН Еритрея увійшла до федерації з Ефіопією, як і було передбачено 2 грудня 1950. Де-факто Еритрея зддбула незалежність від Ефіопії 24 травня 1991, де-юре — 24 травня 1993.
Італійське Сомалі управлялося британською адміністрацією до 1949, коли стало підопічною територією ООН з італійською адміністрацією. Італійське Сомалі об'єдналося з Британським Сомалі 1 липня 1960, разом створивши республіку Сомалі.
Подальше Доповнення до договору забезпечило культурну автономію німецької меншини в Південному Тіролі.

## Ресурси Інтернету
- Повний текст договору.
- http://zakon2.rada.gov.ua/laws/show/998_572